# France 3 Bourgogne
 (décembre 2021).
France 3 Bourgogne est l'une des antennes régionales de France 3, émettant sur la Bourgogne, qui est basée à Dijon.
Issue de France 3 Bourgogne Franche-Comté, elle a pris son nom actuel lorsque son aire de diffusion s'est réduite à la seule région Bourgogne à la suite de la création de l'antenne autonome franc-comtoise le 4 janvier 2010.
France 3 Bourgogne a diffusé pour la première fois en 1965. Elle appartient à la direction régionale de France 3 Bourgogne-Franche-Comté.

## Diffusion

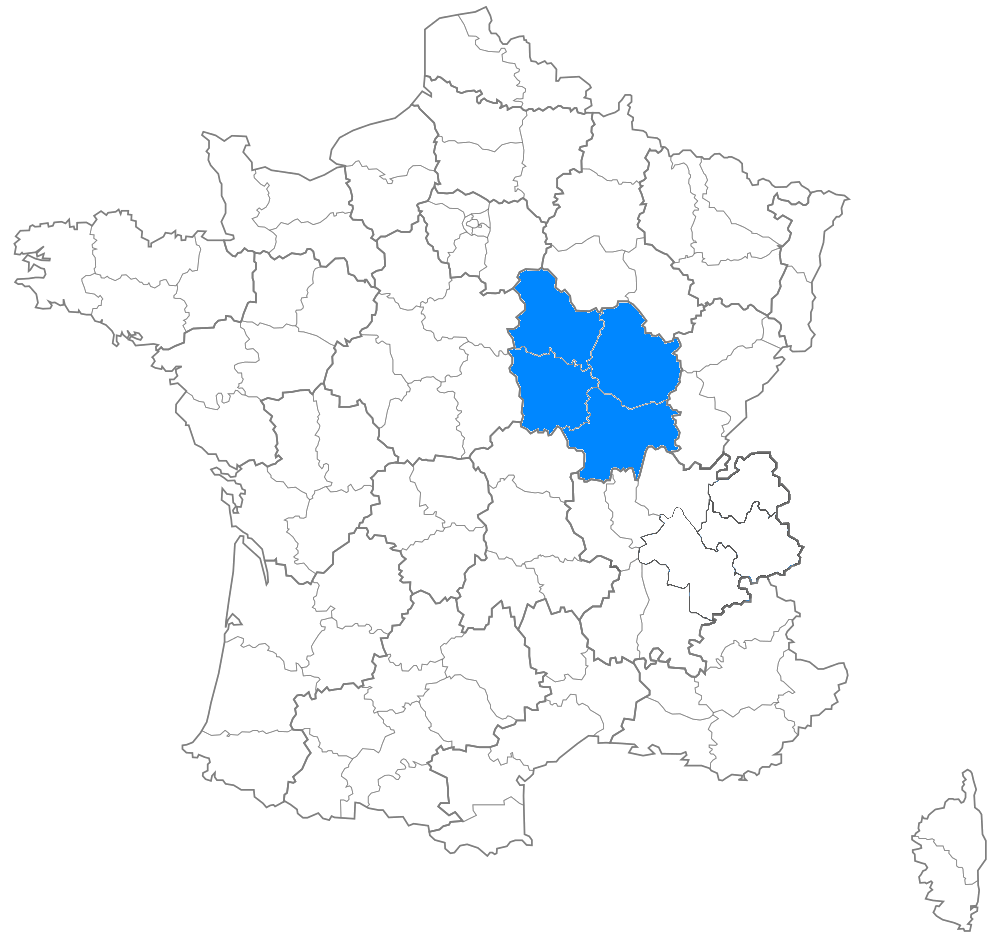
Zone d'émission TNT de France 3 Bourgogne

La diffusion des programmes régionaux est réalisée depuis les locaux de France 3 Bourgogne à Dijon.
La majorité des programmes régionaux diffusés sont produits à Dijon, en particulier tous les journaux.
Les programmes régionaux diffusés qui ne sont pas intégralement fabriqués par France 3 sont :
- soit des productions mutualisées (partenariat entre plusieurs antennes de France 3),
- soit des coproductions avec le secteur privé (la fabrication est alors répartie entre France 3 et le coproducteur[2])
- soit des programmes fournis clé en main (par d'autres antennes France 3 notamment)[3].

## Historique

### Télé Bourgogne Franche-Comté (1965-1975)
Alors que l'ORTF développe la télévision régionale depuis 1950 avec l'ouverture de Télé Lille le 10 avril 1950, la télévision française ouvre le 29 octobre 1965 sa 11e antenne régionale, Télé Bourgogne Franche-Comté, basée à Dijon et couvrant logiquement la Bourgogne et la Franche-Comté. Malgré le fait que les bureaux soient basés en Bourgogne, le premier programme diffusé est le journal régional de Franche-Comté, le premier journal de Bourgogne n'étant diffusé qu'un peu plus de deux semaines plus tard, le 15 novembre 1965.
Les programmes régionaux sont diffusés simultanément sur la première et la deuxième chaîne, et à partir du 31 décembre 1972, certaines productions de Télé Bourgogne Franche-Comté sont diffusées à l'échelle nationale sur la troisième chaîne (Couleur 3).
La loi du 7 août 1974 sur la réforme de l'audiovisuel prévoit la dissolution de l'ORTF au profit de sept sociétés autonomes avec effet le 31 décembre 1974. Parmi elles, France Régions 3, qui récupère non seulement la gestion de la troisième chaîne, mais également des antennes régionales de radio et de télévision de l'ex-office (y compris en outre-mer).

### FR3 Bourgogne Franche-Comté (1975-1992)
Dans le cadre de la réforme de l'audiovisuel, Télé Bourgogne Franche-Comté devient FR3 Bourgogne Franche-Comté le 6 janvier 1975. Dès lors, les programmes régionaux ne sont plus diffusés de la même façon :
- Les journaux régionaux sont désormais également diffusés sur FR3 en plus de TF1 et Antenne 2
- Les programmes régionaux hors-info en semaine sont désormais diffusés uniquement sur FR3
- Les programmes régionaux hors-info du samedi matin sont diffusés sur TF1, mais ceux du samedi soir sont sur FR3

En 1980, FR3 Bourgogne Franche-Comté commence à diffuser des programmes en couleurs. Un passage assez tardif si l'on compare à d'autres antennes régionales de FR3.
En 1981 sont inaugurés des nouveaux bureaux Franc-Comtois pour France 3 Bourgogne Franche-Comté dans le secteur de La Gare d'eau à Besançon.
Les programmes régionaux non-infos du samedi matin et soir (respectivement sur TF1 et FR3) sont supprimés en 1983 au profit d'une nouvelle case le samedi après-midi sur FR3 (toujours présente aujourd'hui, mais décalée d'une heure). À partir de 1983, le temps d'antenne des programmes régionaux s'est progressivement réduit sur les deux premières chaînes, avant de disparaître définitivement le 1er septembre 1986 sur TF1 et le 4 septembre 1989 sur Antenne 2. Entre-temps, la publicité a fait son apparition au sein des programmes régionaux de Bourgogne et de Franche-Comté à partir de 1985.
Neuf ans après le déménagement des bureaux Franc-Comtois, c'est au tour des bureaux Bourguignons de changer d'emplacement en 1990. Ainsi, des nouveaux bureaux sont inaugurés à La Toison d'Or, à Dijon.

### France 3 Bourgogne Franche-Comté (1992-2010)
Le 7 septembre 1992, FR3 change de nom et devient France 3 pour former avec Antenne 2 (devenue France 2) le groupe France Télévisions. Dans le cadre de cette uniformisation, c'est en toute logique que FR3 Bourgogne Franche-Comté devient France 3 Bourgogne Franche-Comté.
En 1998, le projet du numérique terrestre étant lancé par le gouvernement Jospin via une réforme annoncée de l'audiovisuel, France 3 Bourgogne Franche-Comté a dû renouveler son matériel pour être prêt à effectuer une diffusion numérique. Les régies et les studios furent ainsi renouvelés en 1999 en Bourgogne en 2003 en Franche-Comté.
Entre 1999 et 2003, France 3 Bourgogne Franche-Comté connait une augmentation significative de son temps d'antenne. En 2000, le 12/13 devient le 12/14 et s'enrichit d'un magazine régional de 13 h à 13 h35 (12/14 Bourgogne Franche-Comté). Par la suite, en 2003, une autre tranche régionale est introduite, de 18 h40 à 19 h, juste avant le journal régional. Ces nouveautés représentent 4 h35 de programmes hebdomadaires supplémentaires. En 2005, France Télévisions connaît un changement de direction, mais aussi de ligne éditoriale pour France 3 : le mandat de Patrick de Carolis sera marqué par une réduction drastique du temps d'antenne des programmes régionaux en dehors de l'information. Parmi les programmes supprimés figurent le magazine de 18 h40 ou encore le 12/14 Bourgogne Franche-Comté.
En 2009, France Télévisions connait une réforme grande et complexe. Parmi les conséquences, le réseau de France 3 sera redécoupé et réorganisé. Ainsi, le 4 janvier 2010, France 3 Bourgogne Franche-Comté devient France 3 Bourgogne qui récupère les bureaux de l'antenne régionale historique à Dijon, et France Télévisions crée France 3 Franche-Comté qui récupère les bureaux Bisontins et la diffusion des programmes régionaux de France 3 en Franche-Comté.

### France 3 Bourgogne (depuis 2010)
À partir du 5 septembre 2011, les programmes régionaux hors-info sont de nouveau diffusés de façon quotidienne avec l'introduction d'une tranche régionale du lundi au vendredi à 12h et d'une tranche matinale diffusée le lundi, mardi, jeudi et vendredi de 9 h50 à 10 h40. À cette occasion, Ça manque pas d'air, jusqu'alors diffusé avant le 19/20 en semaine, est désormais diffusé le lundi, mardi, jeudi et vendredi dans BFC Matin et le JT de 12 heures sous le nom de Les Directs de BFC Matin et du 12/13.

## Identité visuelle
Le 29 janvier 2018, France 3 dévoile le nouveau logo pour la région et locale Bourgogne, qui a été mise à l'antenne depuis le 29 janvier 2018.

### Identité visuelle (logo)

Logo de FR3 Bourgogne Franche-Comté du 6 mai 1986 au 23 novembre 1987.
Logo de France 3 Bourgogne Franche-Comté du 7 septembre 1992 au 6 janvier 2002.
Logo de France 3 Bourgogne Franche-Comté du 7 janvier 2002 au 6 avril 2008.
Logo de France 3 Bourgogne Franche-Comté du 7 avril 2008 au 3 janvier 2010.
Logo de France 3 Bourgogne du 4 janvier 2010 au 28 janvier 2018.
Logo alternatif, à l'antenne du 5 septembre 2011 au 28 janvier 2018.
Logo de France 3 Bourgogne depuis le 29 janvier 2018.

## Organisation

### Dirigeants
Direction de France 3
- Delphine Ernotte, présidente directrice générale

Direction de France Télévisions Bourgogne Franche-Comté
- Pascale Pfister, directrice régionale

Antenne de France 3 Bourgogne
- Jean-Philippe Henin-Tranvouez, rédacteur en chef

### Rédaction
- Rédacteurs en chef adjoints : Eric Sicaud, Mathieu Morel, Benoît Jacobo, Léonie Bert et Raphaëlle Mahy

### Bureaux locaux
Les locaux principaux de France 3 Bourgogne se situent à Dijon.
La rédaction dispose aussi de bureaux dans plusieurs villes de Bourgogne :
Rédaction
- France 3 Dijon

Bureaux excentrés
- France 3 Auxerre
- France 3 Le Creusot-Montceau
- France 3 Mâcon
- France 3 Nevers

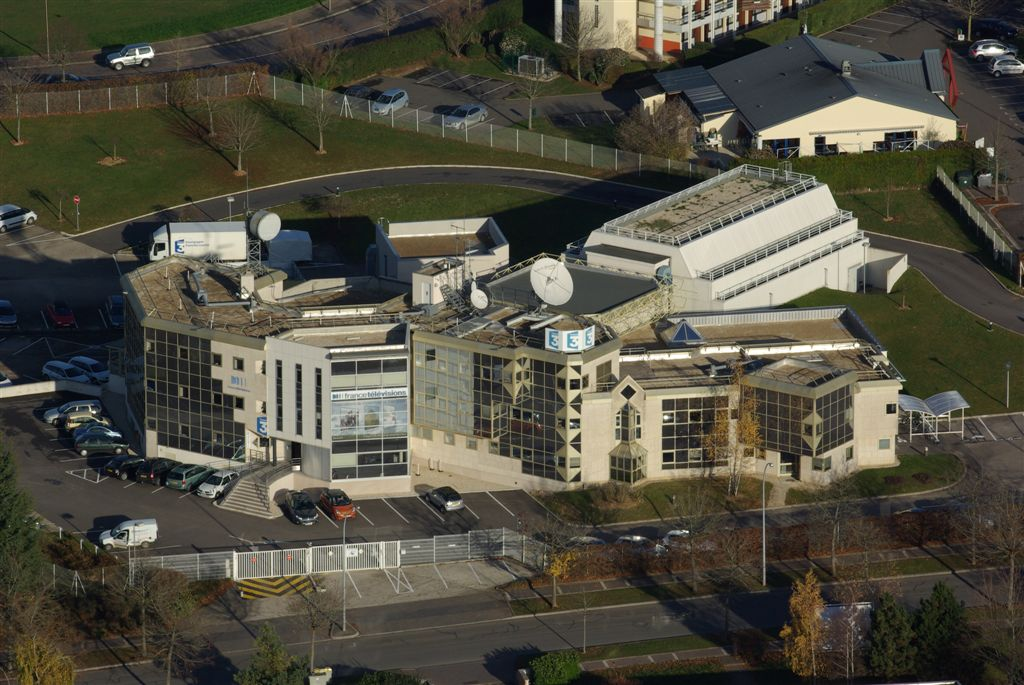
Siège de France 3 Bourgogne à Dijon
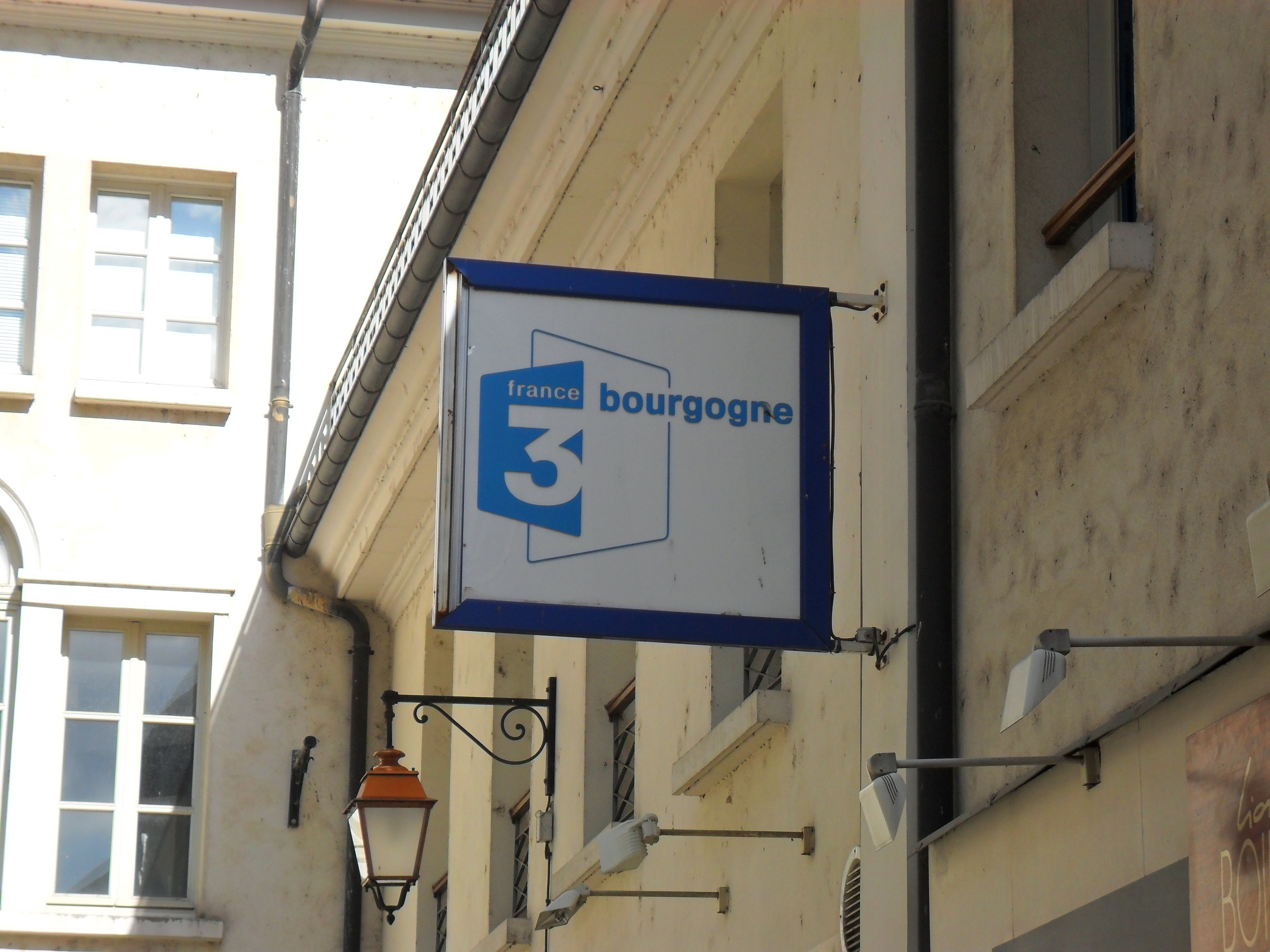
Bureaux de France 3 Bourgogne à Auxerre

## Slogans
- 1992-2001 : « France 3, la télé qui prend son temps »
- 2001-2010 : « France 3, de près, on se comprend mieux »[4]
- 2010-2011 : « France 3, avec vous, à chaque instant »
- 2011-2012 : « Entre nous, on se dit tout »
- 2012-2013 : « Vous êtes au bon endroit »
- 2013 : « Depuis 40 ans, vous êtes au bon endroit »
- Novembre 2013 : « Nos régions nous inspirent, nos régions vous inspirent »
- Septembre 2018 : « Sur France 3, vous êtes au bon endroit »